# Lily-Rose Depp
Lily-Rose Melody Depp (Parijs, 27 mei 1999) is een Frans-Amerikaanse actrice en mannequin.

## Biografie
Lily-Rose Melody Depp werd in 1999 geboren in Parijs als oudste dochter van de Amerikaanse acteur Johnny Depp en de Franse actrice en zangeres Vanessa Paradis. Nadat haar ouders in 2012 scheidden woont ze afwisselend bij haar vader in Los Angeles en haar moeder in Parijs.
In 2000 was ze al te horen op een track van haar moeders album Bliss.
Depp begon met acteren in 2014 in Tusk en speelde hetzelfde personage in de spin-off Yoga Hosers uit 2016. Datzelfde jaar speelde ze de hoofdrol naast Natalie Portman in de Frans-Amerikaanse film Planetarium.
In april 2015 deed Depp een eerste fotoshoot voor het Australisch magazine Oyster en in juli 2015 debuteerde ze als model voor Chanel.

## Filmografie

### Films
- 2014: Tusk als Vrouwelijke bediende #2
- 2016: Yoga Hosers als Colleen Collette
- 2016: La Danseuse als Isadora Duncan
- 2016: Planetarium als Kate Barlow
- 2018: L'homme fidèle als Ève
- 2018: Les fauves als Laura
- 2019: The King als Catharina van Valois
- 2021: Crisis als Emmie Kelly
- 2021: Voyagers als Sela
- 2021: Silent Night als Sophie
- 2021: Wolf als Cecile (Wildcat)
- 2024: Nosferatu als Ellen Hutter

### Televisie
- 2023: The Idol als Jocelyn